# Pièce de concert
Une pièce de concert (en allemand : Konzerstück ou Concertstück, en italien : Concertino et en anglais : Concert Piece, termes équivalents au XIXe siècle) est une œuvre musicale concertante, destinée à un soliste et un orchestre en un seul mouvement, dont le schéma suit celui de la forme sonate plus ou moins strictement. Ces œuvres sont le plus souvent caractérisées par leur « brillant », dans le but de démontrer la virtuosité de l'artiste.
La pièce, plus librement, peut emprunter à d'autres formes, telles le rondo, la variation et à la pièce de caractère (pour la musique romantique au XIXe siècle).

## Histoire
La forme musicale est issue du concerto brillant des contemporains et successeurs de Mozart. La pièce de concert peut apparaître sous la forme de fantaisie (concerts-fantaisies) ou de divertissements sur des thèmes connus ou en vogue, des paraphrases, des réminiscences d'œuvres lyriques, des soli de concert. 
Weber est l'un des premiers à poser le titre de Konzerstück pour son opus 79 en 1821, précédé par un Concertino pour clarinette et orchestre, op. 26 en 1811. Robert Schumann a composé deux Konzerstück : un pour quatre cors, op. 86 et un pour piano op. 92, et Mendelssohn deux Konzertstücke pour clarinette, cor de basset et orchestre, op. 113 (1832) et op. 114 (1833). Suivent d'autres partitions de Raff, Cowen (1900), Anton Rubinstein (op. 113) et Max Bruch (1911). En France, Gabriel Pierné compose un Concertstück pour harpe et orchestre (1903) puis Louis Vierne compose un Poème pour piano et orchestre (1925) et une Ballade pour violon et orchestre (1926) qui en ont toutes les caractéristiques.
Sans en porter le titre et en s'éloignant de la forme sonate, se rapproche le programme de la Danse macabre, paraphrase sur le Dies iræ de Liszt. En ce sens, la pièce de concert diffère du concertino, articulé en trois parties.
La pièce de concert recouvre aussi une composition sans orchestre, comme l'Allegro de concert op. 46 de Chopin ou l'Allegro de concierto de Granados (1903).

## Exemples
- Franz Berwald, Konzerstück pour basson et orchestre, op. 2 (1827)
- Cécile Chaminade, Konzerstück pour piano et orchestre, op. 40 (c. 1888)
- Frederic Hymen Cowen, Konzerstück, une fantaisie pour piano et orchestre (1900)
- Paul Hindemith, Konzertstück (aussi connu comme Concertino)
- Mauricio Kagel, Konzertstück pour timbales et orchestre
- Tobias Matthay, Konzerstück pour piano et orchestre
- Ernst Mielck, Konzerstück pour violon et orchestre, op. 8 ; Konzerstück pour piano et orchestre, op. 9 (1898)
- Felix Mendelssohn, Konzertstück pour clarinette, cor de basset et orchestre, op. 113 (1833)
- Gabriel Pierné, Concertstück pour harpe et orchestre, op. 39 (1903)
- Joseph Joachim Raff, Konzerstück « Ode au printemps », op. 76 (1857)
- Carl Reinecke, Konzertstück pour piano et orchestre, op. 33
- Camille Saint-Saëns, Morceau de concert pour violon, op. 62 ; pour cor, op. 94 ; pour harpe, op. 154
- Robert Schumann, Konzerstück pour quatre cors, op. 86 ; Konzerstück (ou Introduction et Allegro appassionato) pour piano, op. 92
- Charles Villiers Stanford, Concert Piece pour orgue et orchestre, op. 181
- Robert Volkmann, Konzerstück pour piano et orchestre, op. 42
- Carl Maria von Weber, Konzertstück en fa mineur pour piano et orchestre, op. 79

## Sources
- Marc Honegger, « Konzerstück ou Concertstück », dans Dictionnaire de la musique : technique, formes, instruments, Éditions Bordas, coll. « Science de la Musique », 1976, 1109 p., Tome I & II (ISBN 2-04-005140-6, OCLC 3033496), p. 538.
- Christian Meyer, « Konzerstück » dans : Marc Vignal, Dictionnaire de la musique, Paris, Larousse, 2005 (1re éd. 1982), 1516 p. (ISBN 2-03-505545-8, OCLC 896013420, lire en ligne), p. 538.
- Encyclopédie de la musique  (trad. de l'italien), Paris, Librairie générale française, coll. « Le Livre de poche/Pochothèque. Encyclopédies d'aujourd'hui », 1995, 1 142 (ISBN 2-253-05302-3, OCLC 491213341), « Konzerstück », p. 411.